# Гарунов, Аладдин Рамазанович
Аладдин Рамазанович Гарунов (1 августа 1956, с. Укуз, Дагестанская АССР, СССР) — российский художник, скульптор, живописец, художник-график. Заслуженный художник республики Дагестан.

## Биография
Аладдин Гарунов родился 1 августа 1956 года в селе Укуз в Дагестане. Он был младшим из семи детей в семье. (Отсюда и его необычное имя Аладдин (Алавуддин/Алаутдин – в лезгинской транскрипции) – одно из значений которого -человек из глубины небес/Богом данный)
В 1960 году его семья переехала в поселок Дузлак Дербентского района.
В детстве посещал знаменитую в то время художественную школу в поселке Мамедкала Дербентского района, основатель и руководитель которой Валерий Куцев прививал детям полную свободу в творческом выражении.
В 1976 году закончил Дагестанский педагогический институт. С 1977 года живет в Москве. С 1980 по 1985 год учился на отделении художественной обработки металла Московского высшего художественно-промышленного училища.
С 1993 года начал работать с галереей «Файн Арт».
Живёт и работает в Москве.

## Работы находятся в собраниях
- Государственная Третьяковская галерея, Москва.
- Государственный Русский музей, Санкт-Петербург.[3]
- Московский музей современного искусства, Москва.[3]
- Государственный центр современного искусства, Москва.
- Дагестанский музей изобразительных искусств, Махачкала.
- Государственный историко-художественный музей-заповедник, Сергиев Посад.
- Художественный музей. Череповец, Вологодская область, Россия.
- Полтавский художественный музей. Полтава, Украина.
- Колодзей Арт Фаундейшн. Хайлэнд Парк, Нью-Джерси, США.
- Государственный Русский музей. Санкт-Петербург, Россия.
- Галерея Popoff Art. Москва, Россия.
- Галерея Триумф. Москва, Россия.
- Музей АРТ4, Москва
- Галерея JART, Москва

## Персональные выставки
- 2018 — «Диалог Мифов». Галерея JART, Москва.[4]
- 2011 — «Зикр-2». Айдан галерея, Москва.[5]
- 2009 — «Зикр». Государственный научно-исследовательский музей архитектуры им. А.В. Щусева, Москва.[6]
- 2007 — «Self». Галерея «Pop/off/art», Москва.
- 2006 — «Живопись, объекты, инсталляции». Московский музей современного искусства, Москва.
- 2005 — «Мегаполис». Галерея «Файн Арт», Москва.
- 2004 — Дагестанский музей изобразительных искусств, Махачкала.
- 2003 — Государственный историко-художественный музей-заповедник, Сергиев Посад.
- 2002 — галерея «Файн Арт», Москва.
- 1998 — «Размышление о времени». Галерея «А-3», Москва.
- 1995 — «Пранаследство сакральных культур». Галерея «А-3», Москва.